# Fregnano della Scala
Fregnano della Scala, né aux alentours de 1330 et mort en 1354 à Vérone, est un fils naturel de Mastino II della Scala, seigneur de Vérone de 1329 à 1351, et probablement l'aîné des douze enfants qui lui sont connus. Fregnano est resté dans l'histoire de Vérone pour avoir été l'instigateur de la révolte de février 1354, qui vise à arracher le pouvoir à son demi-frère Cangrande II.

## Condottiere
Fregnano apparaît pour la première fois dans une donation de 1340. Entre 1344 et 1346, Mastino lui confie le commandement des troupes véronaises. En 1347, il exerce la fonction de podestat de Vicence. On le retrouve en 1350 à la tête de soldats véronais engagés dans des querelles entre cités lombardes. Le 3 juin 1351, Mastino décède. Son frère Alberto se retire le vie publique et laisse le devant de la scène aux trois fils légitimes du défunt. L'aîné, Cangrande — deuxième du nom — se soucie peu des cadets, qui ne sont encore que des enfants, et encore moins de Fregnano. Celui-ci s'éloigne et part guerroyer en Dalmatie pour le compte de Venise, se rend à Trente, puis à Mantoue, où, en février 1354, il assiste aux noces de Philippe de Gonzague. 

## Révolte de Fregnano
Le même mois, et probablement à l'instigation des Gonzague, Fregnano profite de l'absence de Cangrande pour tenter un coup de force. Il est resté en ville où il est censé assurer, avec Azzo da Correggio, la garde de la cité. Dans la nuit du 16 au 17 février, Fregnano convoque ce dernier, ainsi que les deux officiers municipaux responsables des troupes et des portes de la ville. Il parvient à les convaincre de diffuser la fausse nouvelle de la mort de Cangrande. Le lundi 17, l'annonce est faite en place publique, accompagnée d'une alerte informant les citoyens que les Milanais de Barnabé Visconti marchent sur Vérone. L'état d'urgence créé par ces annonces permet à Fregnano de se faire nommer seigneur de Vérone, seigneurie à laquelle il prend soin d'associer Paolo Alboino et Cansignorio, ses jeunes demi-frères.  Elle lui permet également de faire sortir de la ville la garde municipale pour s'opposer à l'arrivée des Milanais (qui ne se montreront que le 24 février). 
À peine débarrassé de la garnison, Fregnano fait sonner les cloches de San Fermo pour alerter les conjurés, et parcourt la ville à cheval en ameutant la population. Il fait brûler les archives civiques et judiciaires, ouvre les portes des prisons, s'empare du trésor de Cangrande, des bijoux de son épouse et des meubles de la famille.
Dans la soirée du 17 février, arrivent à Vérone 300 cavaliers envoyés de Mantoue et de Ferrare par Aldobrandino d'Este, convaincu de la mort de Cangrande. Ressenties comme une menace par la population de Vérone, ces troupes qui se présentent comme leurs alliés, affaiblissent la position de Fregnano. Il parvient cependant à d'entraîner plusieurs places fortes des environs de Vérone dans la révolte, mais se heurte au refus du podestat de Vicence, Giovanni Della Scala, qui, décidé à rester fidèle à Cangrande, lui dépêche un messager pour l'informer des événements. Le 22, Cangrande entre à Vicence et le lendemain, après avoir recruté du renfort, il se met en marche pour Vérone.
Entretemps, la menace milanaise s'est concrétisée et Barnabé Visconti s'est mis en marche, clairement décidé à profiter de l'anarchie pour s'emparer de Vérone. Fregnano lui envoie des émissaires pour lui proposer une alliance. Mais il les retient en otage et marche sur la ville, qui se retranche pour lui résister et l'oblige, le 25 février, à se retirer à Bussolengo. Une seconde tentative d'assaut des Milanais est interrompue, le lendemain, par l'arrivée de Cangrande. La nuit précédente il a fait pénétrer quelques messagers à l'intérieur de la ville pour démentir la nouvelle de sa mort et informer les citoyens de son arrivée. 
Au matin du 26, il parvient à s'introduire dans l'enceinte par la porte du Campo Marzio. Des combats acharnés s'engagent dans le centre de la cité, avant de se déplacer vers les rives de l'Adige et le ponte Navi. Cangrande reçoit le renfort d'une partie de la population et parvient à prévaloir. Fregnano est tué dans l'action et son corps reste plusieurs jours exposé, avec ceux d'une trentaine de conjurés, sur la piazza delle Erbe.

## Postérité
Les mémorialistes décrivent Fregnano comme un homme intègre et le préféré de son père. À sa mort, il laisse derrière lui deux enfants : Giacomo (toujours vivant en 1354) et Bartolomeo Michele († 17 septembre 1348).